# Bikaner

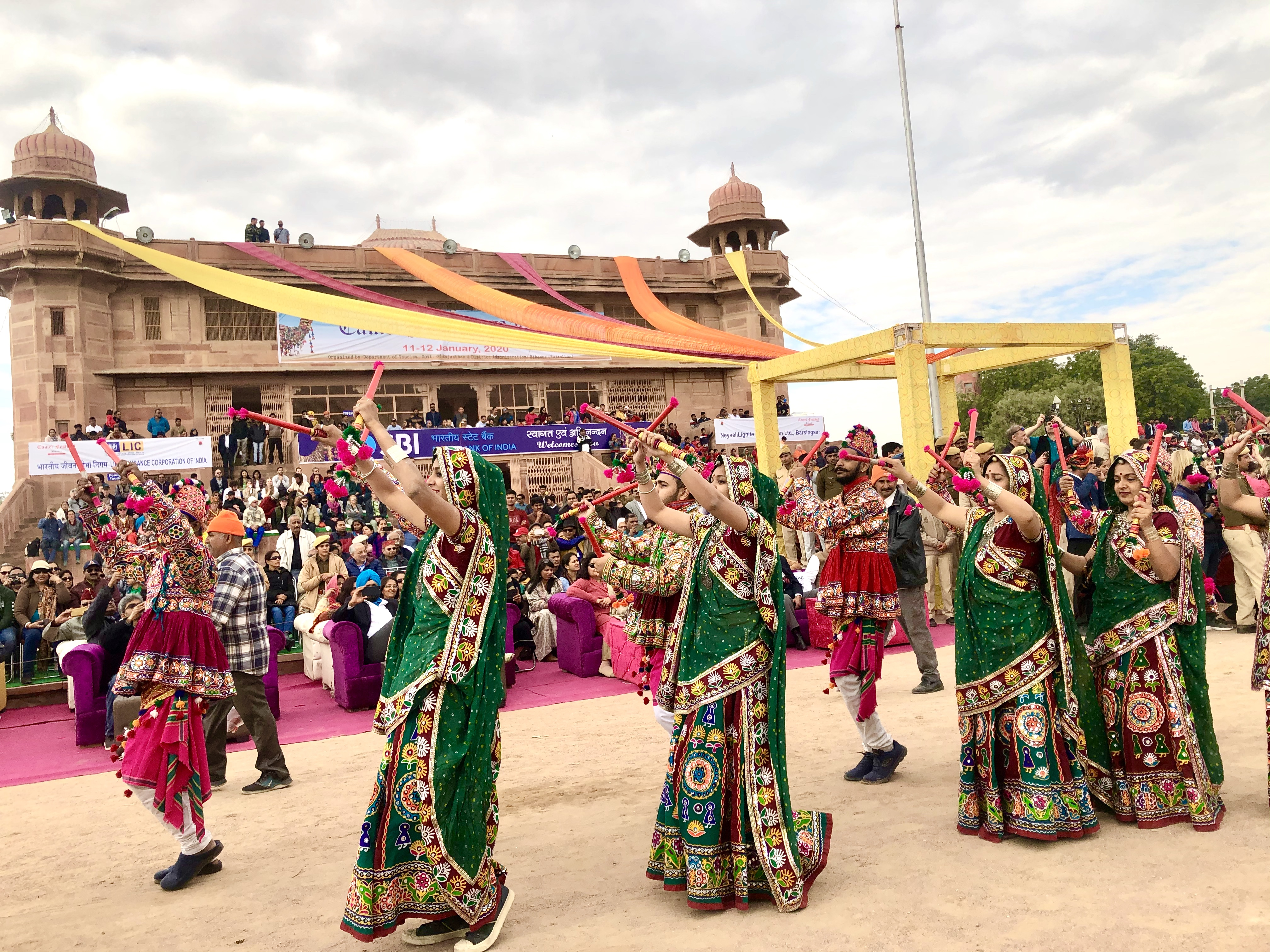
Célébration à Bikaner.

Bikaner est une ville du Rajasthan, en Inde, et le chef-lieu du district de Bikaner.

## Géographie

### Situation
Bikaner se trouve à 197 km au nord-nord-est de Jodhpur, à 218 km au nord-ouest d'Ajmer, à 254 km à l'est-nord-est de Jaisalmer, à 273 km au nord-ouest de Jaipur, à 325 km à l'ouest-nord-ouest d'Âgrâ, à 384 km au nord d'Udaipur et à 435 km à l'ouest-sud-ouest de Delhi.

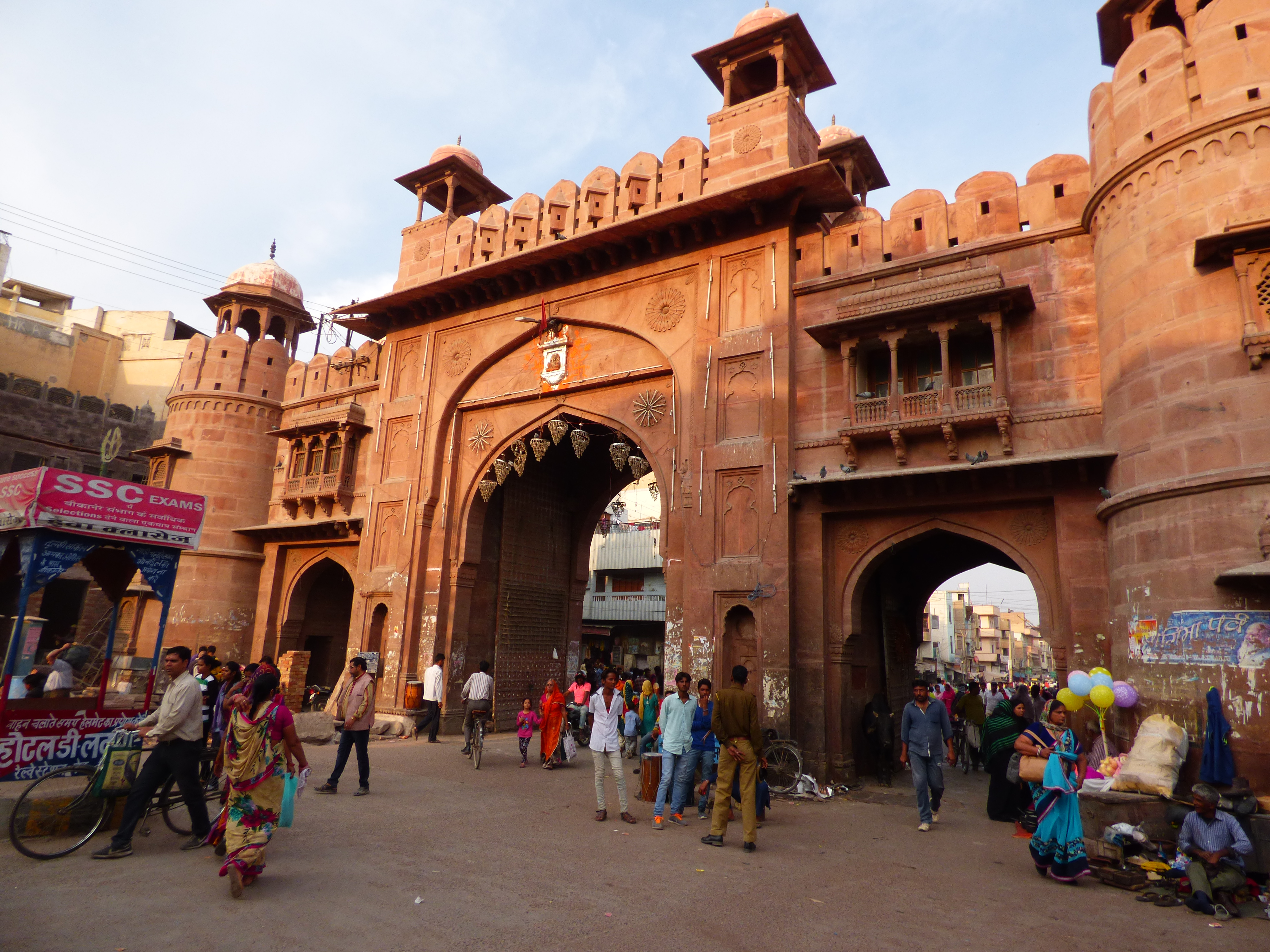
ville fortifiée.
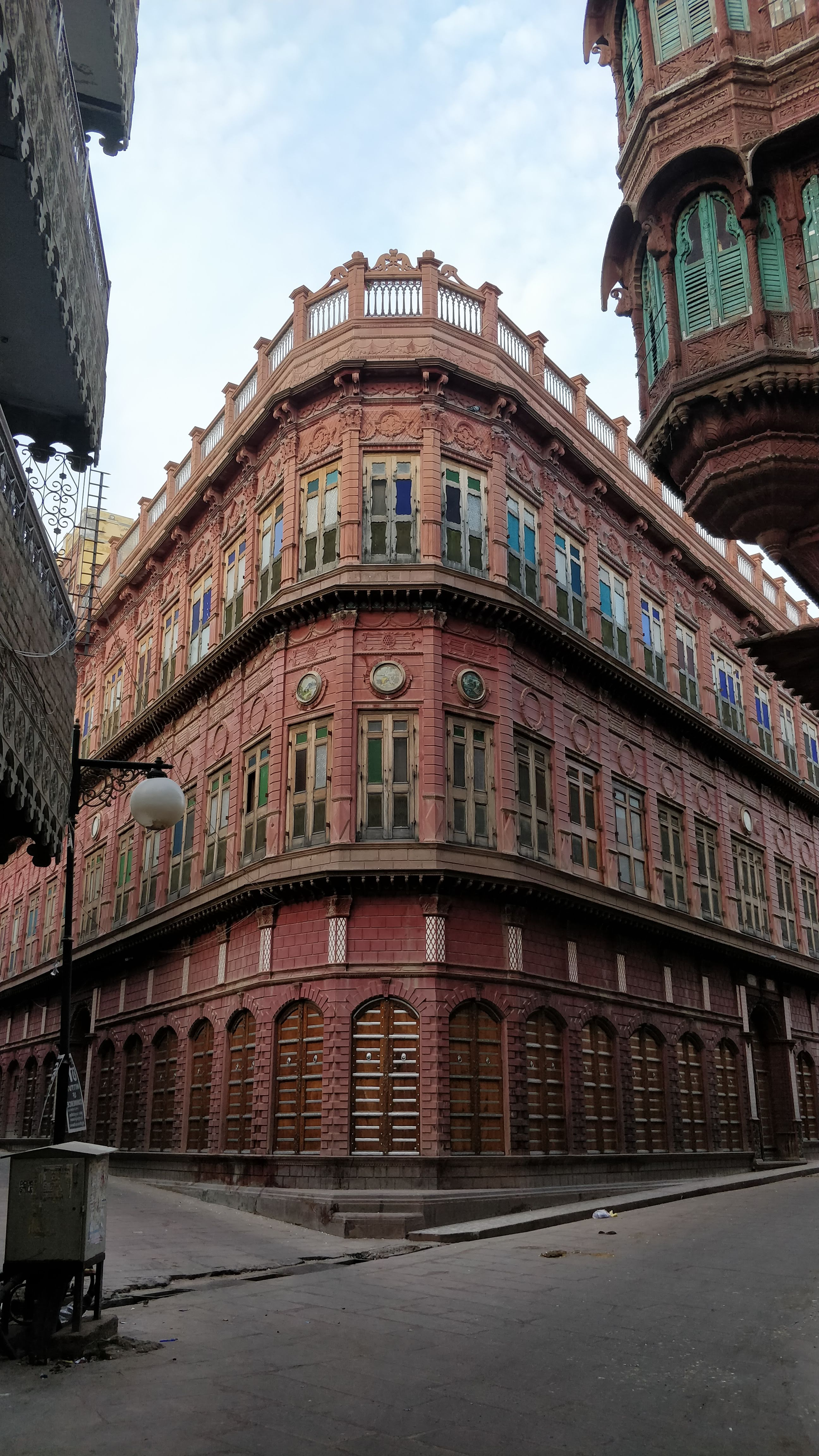
Angle d'un des havelis Rampuria

### Climat
Le climat de Bikaner est de type semi-aride (BSh de la classification de Köppen). Le total annuel moyen des précipitations s'élève à 320 mm ; les mois les plus arrosés sont juillet et août, tandis que huit mois sont très secs. Les étés sont très chauds avec des températures moyennes mensuelles qui varient de 28 à 41 °C et peuvent dépasser 50 °C ; durant l'hiver les températures moyennes mensuelles varient de 5 à 23 °C, mais peuvent être négatives.

## Population
Population de la ville d'après les recensements de la population :
| 1891   | 1901   | 1911   | 1921   | 1931   | 1941    | 1951    |
| ------ | ------ | ------ | ------ | ------ | ------- | ------- |
| 56 300 | 53 100 | 55 800 | 69 400 | 85 900 | 127 200 | 117 100 |

| 1961    | 1971    | 1981    | 1991    | 2001    | 2011    | - |
| ------- | ------- | ------- | ------- | ------- | ------- | - |
| 150 600 | 208 900 | 280 400 | 416 300 | 529 690 | 644 406 | - |

En 2011, le district de Bikaner comptait 2 367 745 habitants.

### Agriculture et industrie
L'agriculture, toujours difficile dans la région du fait du climat quasi désertique et de l'occurrence non négligeable de vents chargés de poussières d'évaporites, a longtemps dépendu de l'eau de pluie. La construction du canal Indira Gandhi a changé ces conditions peu propices et a permis le développement des cultures. Les principales productions sont maintenant le blé, le coton, la moutarde et l'arachide.
La ville produit traditionnellement des tapis et une industrie de la céramique s'est largement développée. Le tourisme joue une part importante dans son économie. Bikaner possède un aéroport (code AITA : BKB).

### Patrimoine architectural

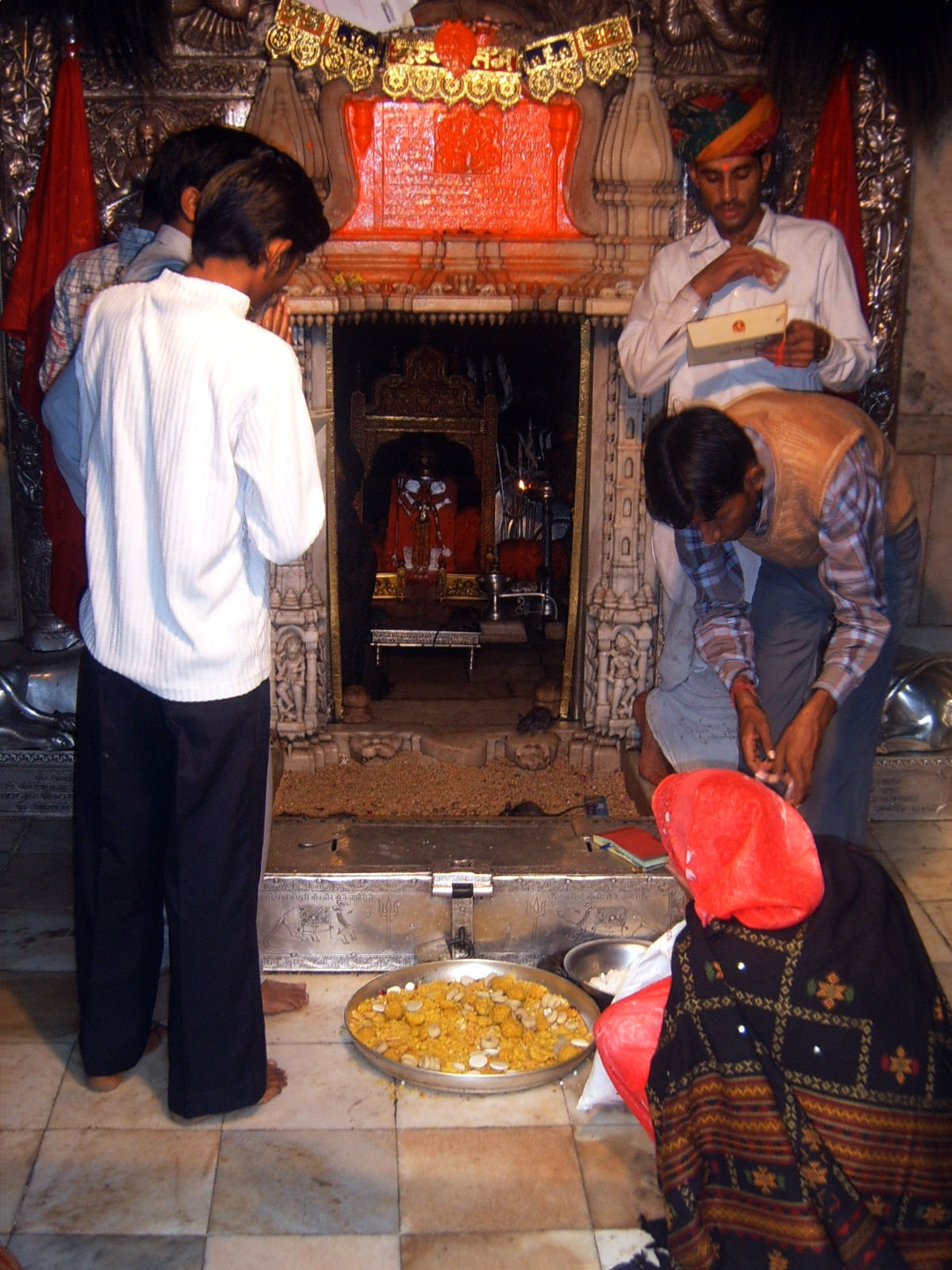
Statue de Karni Mata et rats à l'avant-plan
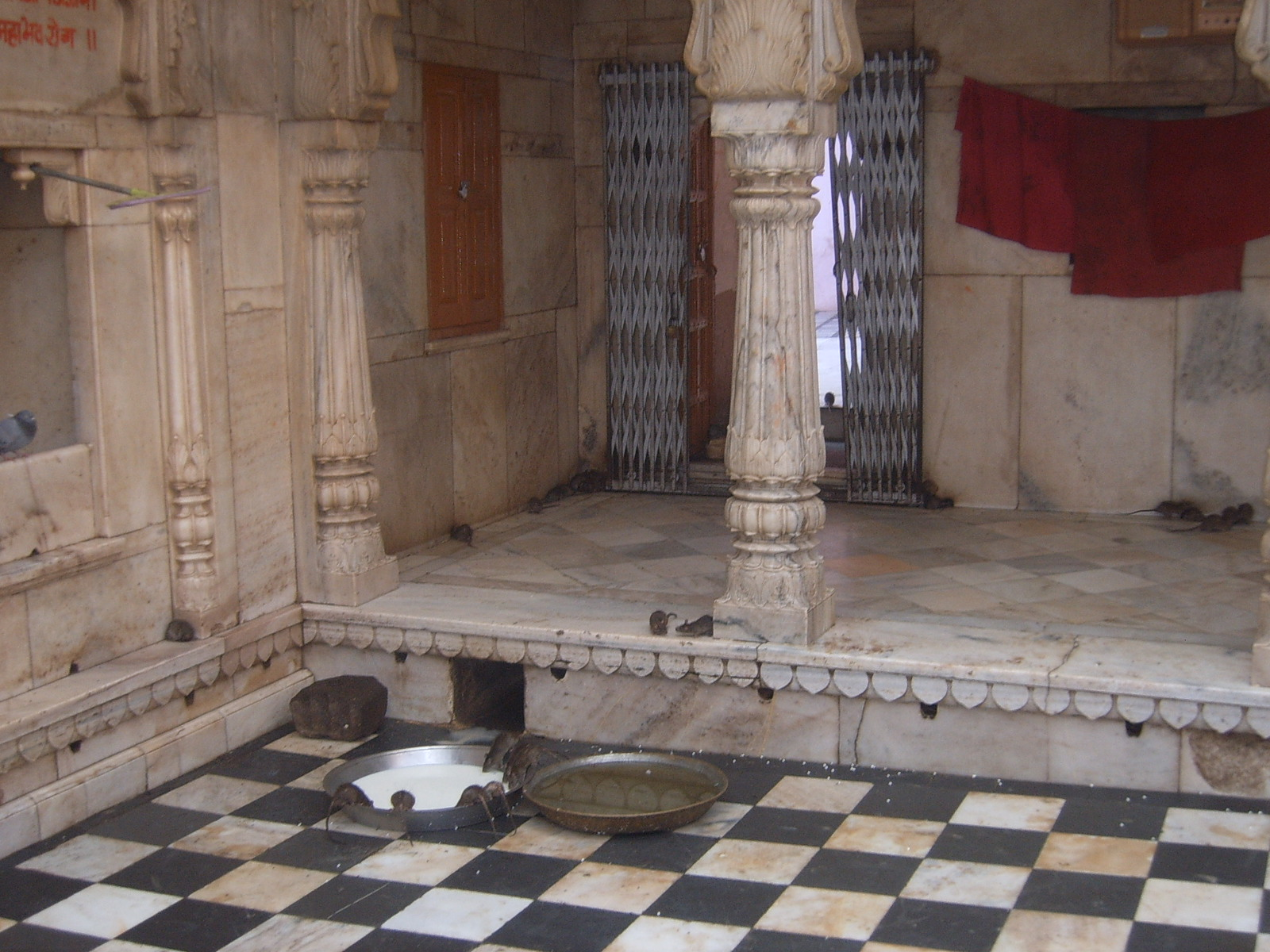
Rats dans le temple de Karni Mata

- Bika Ki Tekri ou vieux fort : Situé au sud-ouest de la cité, le vieux fort construit en 1485 est aujourd'hui en ruines.
- le Fort de Junagarh, appelé aussi Fort Chintamani. De près d'un kilomètre de circonférence, le fort a été construit par Raj Singh. Les travaux de sa construction durèrent de 1589 à 1594.
- Le centre historique ou vieille ville de Bikaner : La ville historique de Bikaner, ancien lieu de passage de routes caravanières, ainsi que ville d'origine d'une importante communauté de banya (commerçants, prêteurs, etc.), est dotée de haveli remarqués pour leur aboutissement artistique, tels que l'ensemble des haveli Rampuria. L'absence de politique patrimoniale forte et les pressions urbaines menacent la pérennité de ses bâtiments historiques[3], ce qui a valu à la ville de figurer parmi les sites observés par l'organisation World Monuments Fund (voir Liste de l'observatoire mondial des monuments (2012)). Les pièces issues des haveli de Bikaner, démantelées, sont prisées dans le marché des antiquités indiennes[4].  - le fort Junnagarth
  - phool mahal
  - salle des audiences
  - chambre

le fort Junnagarth
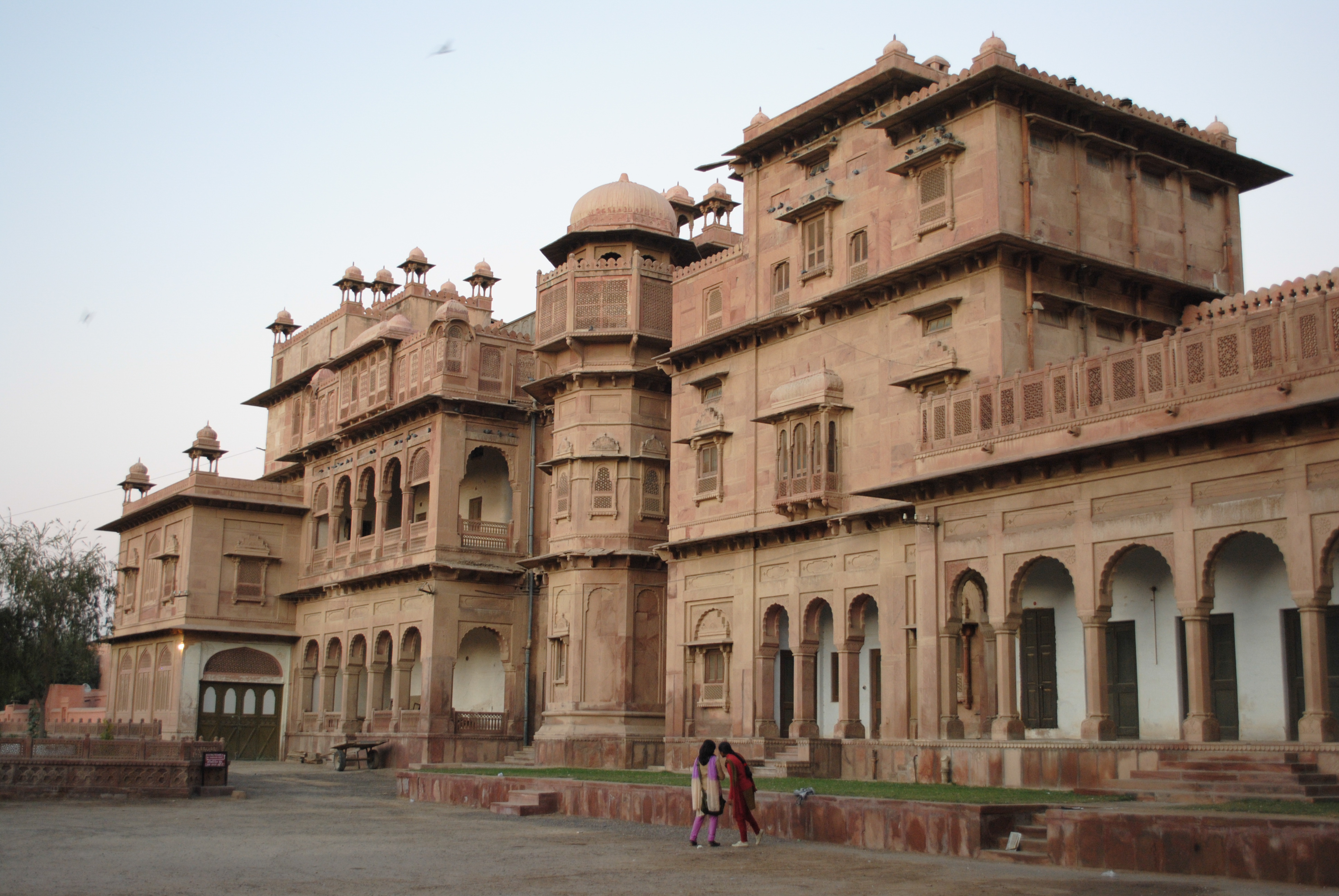
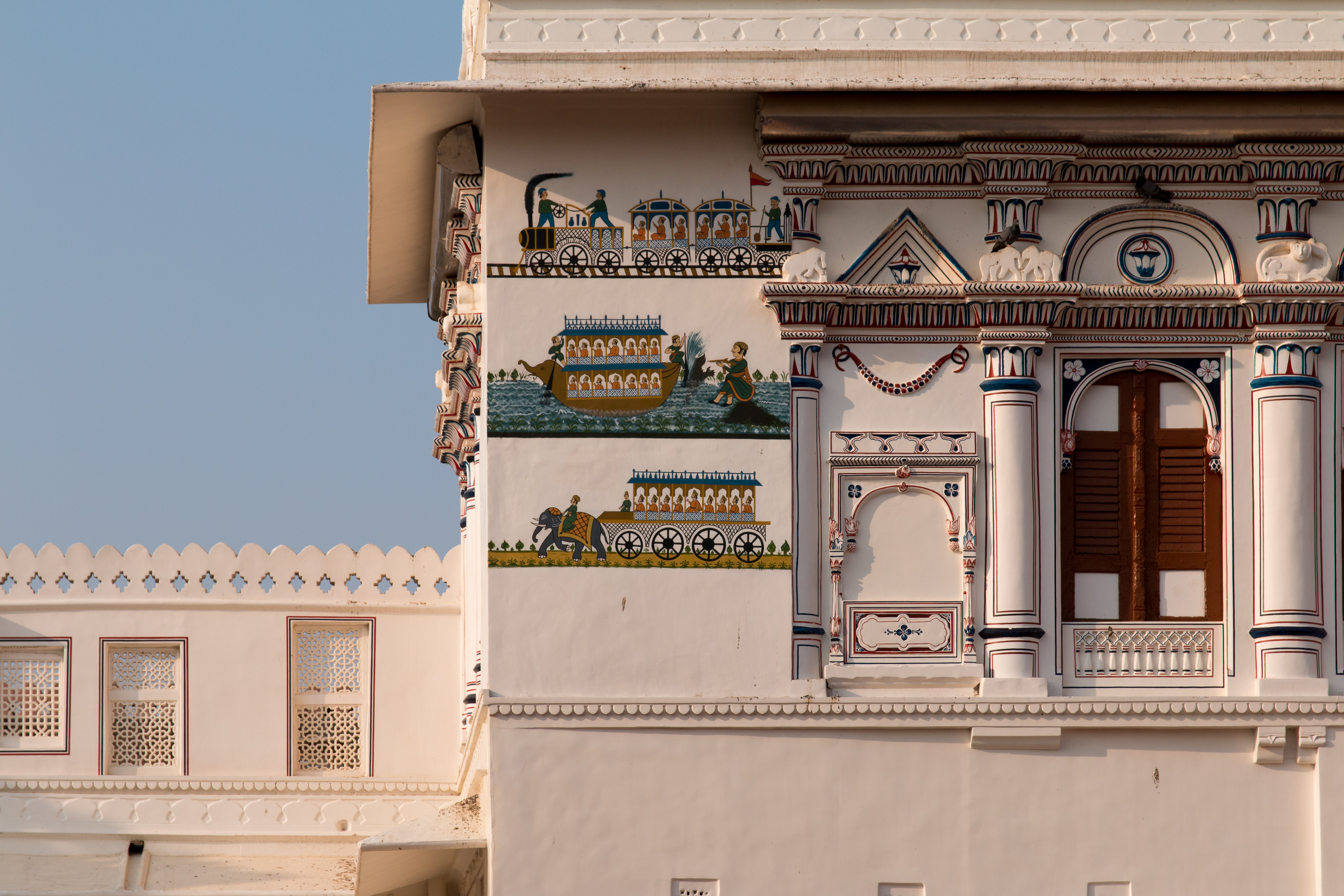
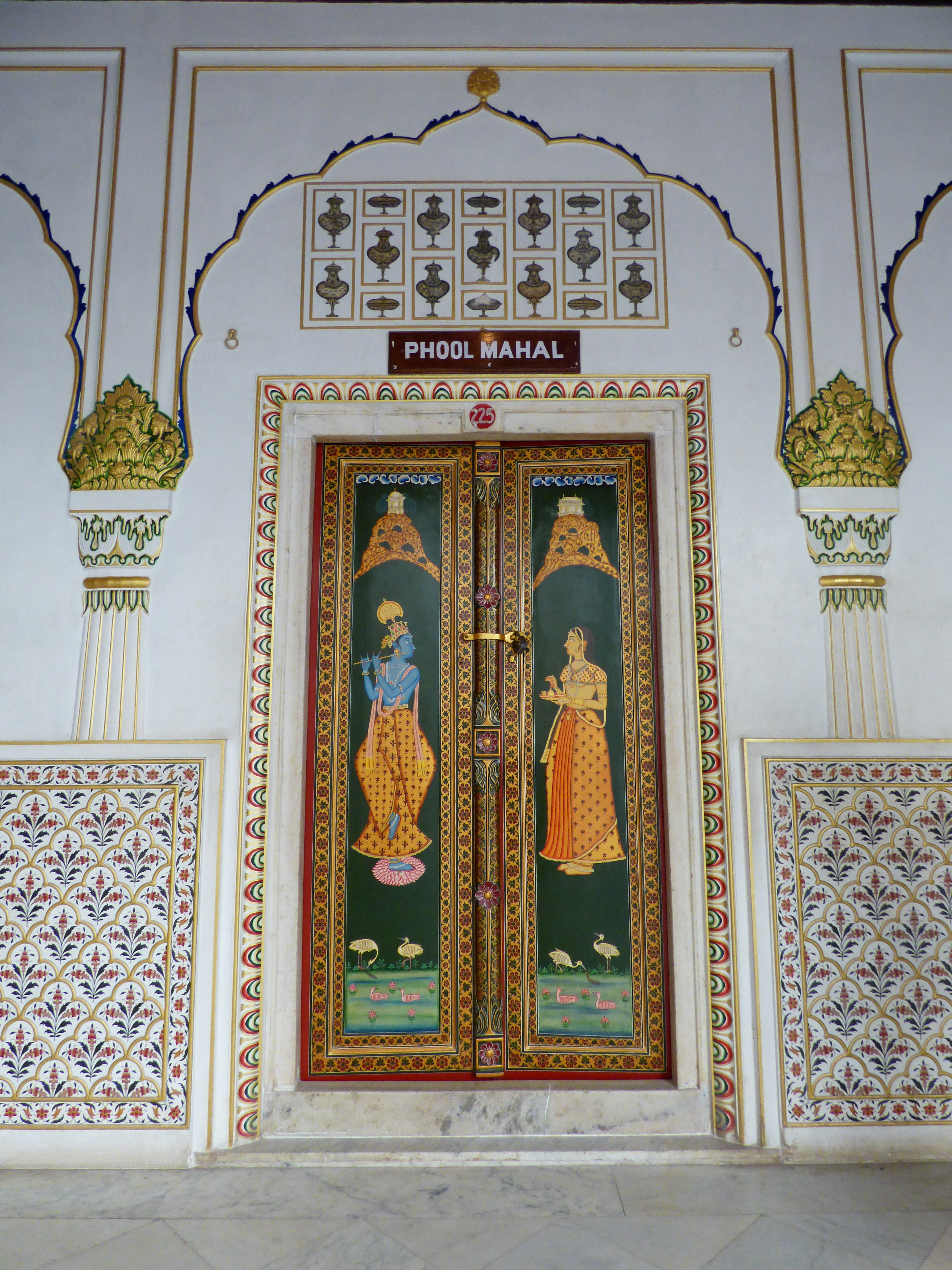
phool mahal
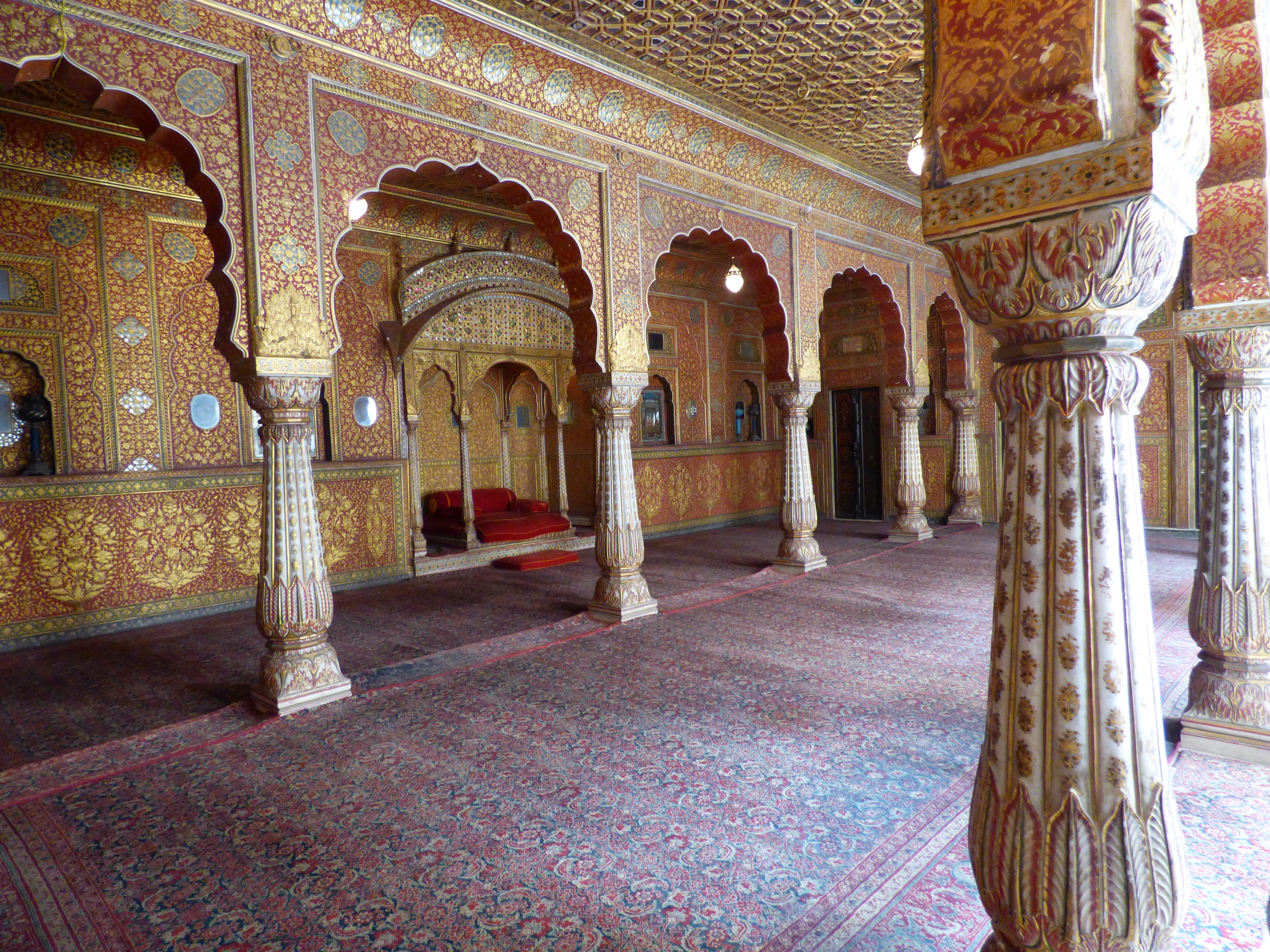
salle des audiences
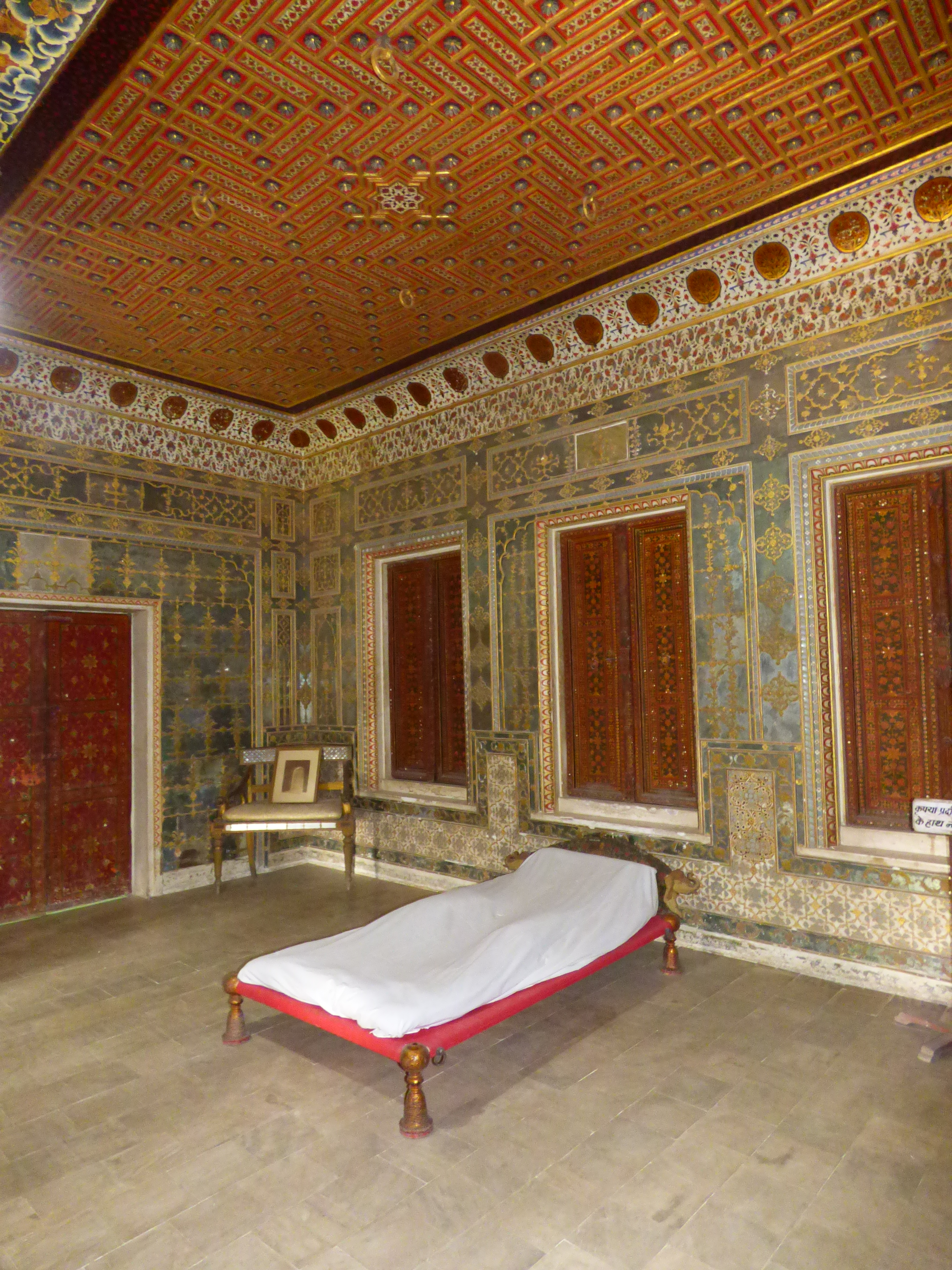
chambre

- Le palais de Lalgar : le palais a été construit par le maharaja Gangâ Singh. Des parties du palais ont été converties en hôtel et musée, ce dernier abritant une importante collection de photographies anciennes et de trophées.

À une trentaine de kilomètres de la ville, à Deshnoke, on trouve le temple de Karni Mata, dédié à la mystique qui bénit la création de l'État par Rao Bikaner. Le temple est aussi parfois appelé temple des rats car cet animal y est vénéré et prospère en grand nombre dans le temple. En effet, la légende affirme que les âmes des dévots de Karni Mata sont incarnés dans les rats du temple. Il est considéré de bon augure d'y apercevoir un rat blanc.

### École de Bikaner (Miniature Rajput)
Une des écoles miniatures de la province rājasthāni.

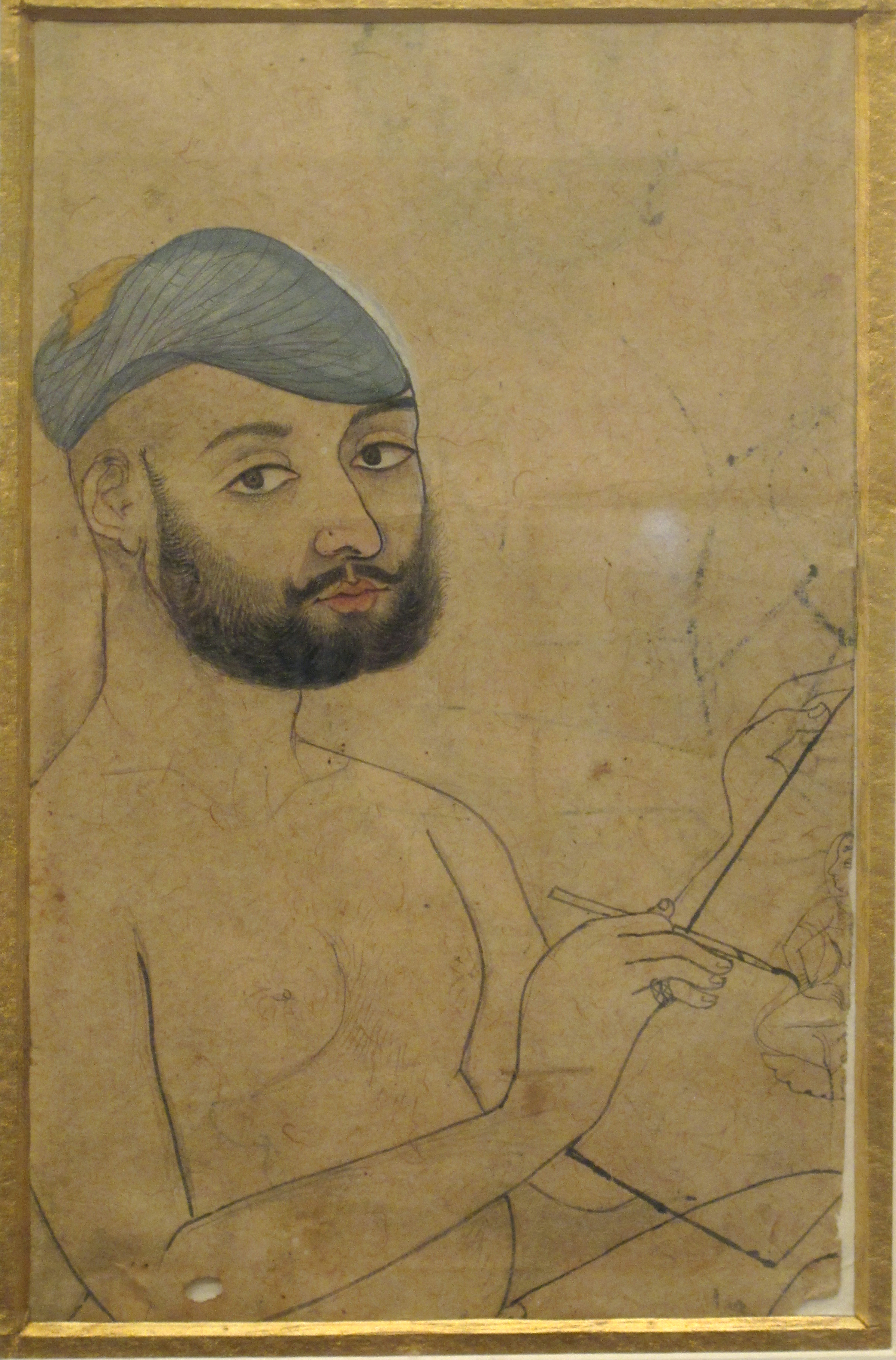
Un peintre de Kota[5]. Vers 1780. Miniature, 26,7 x 13,6 cm. National Museum, New Delhi.
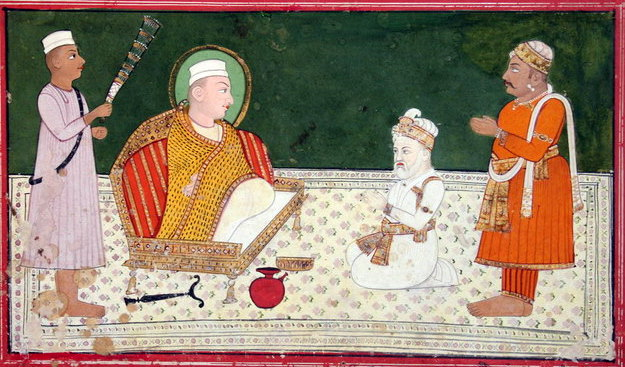
L'empereur Moghol Akbar rendant hommage au saint Sufi : Sheikh Salim Chishti. Bikaner, fin XVIIIe - début XIXe

## Galerie

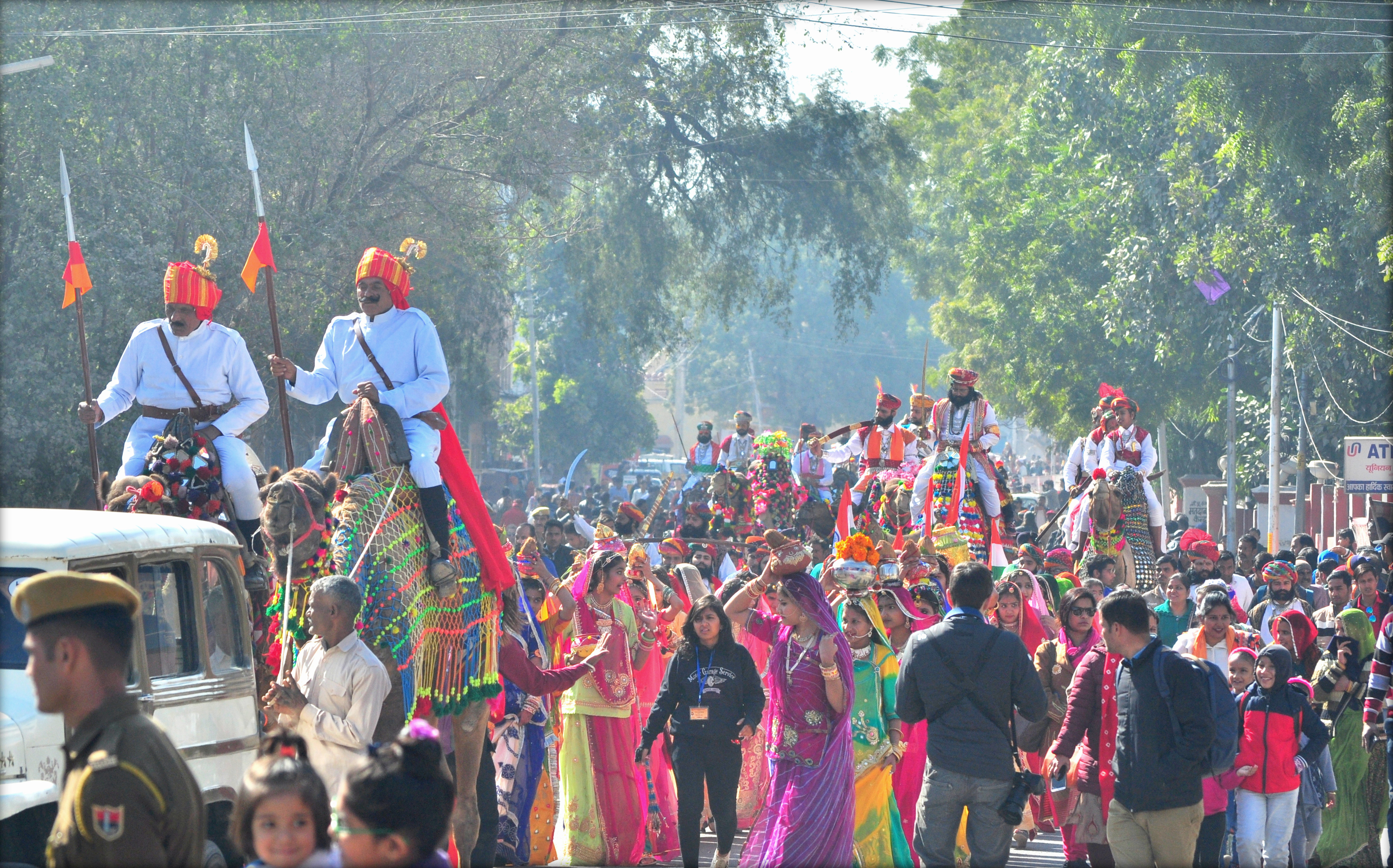
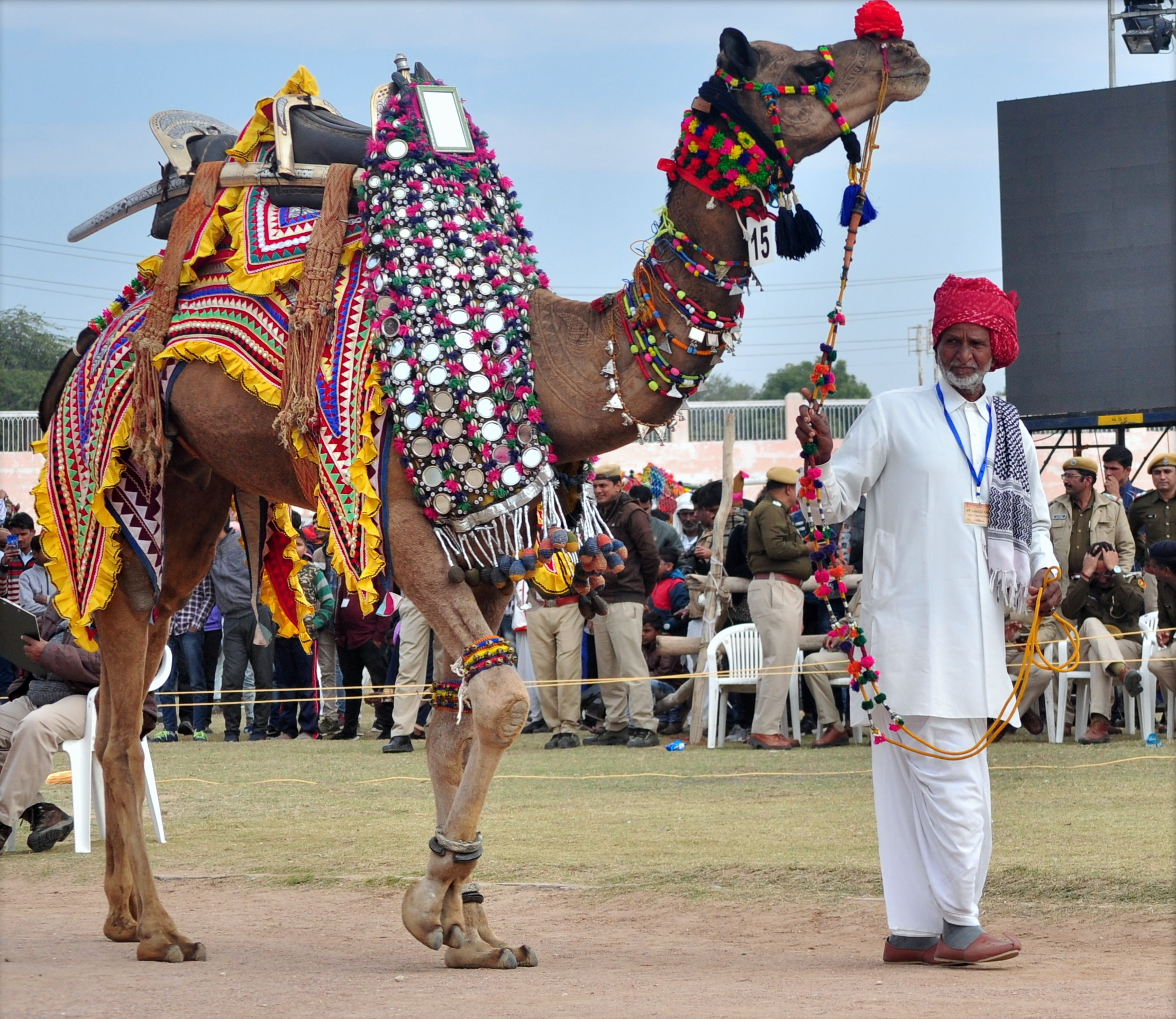
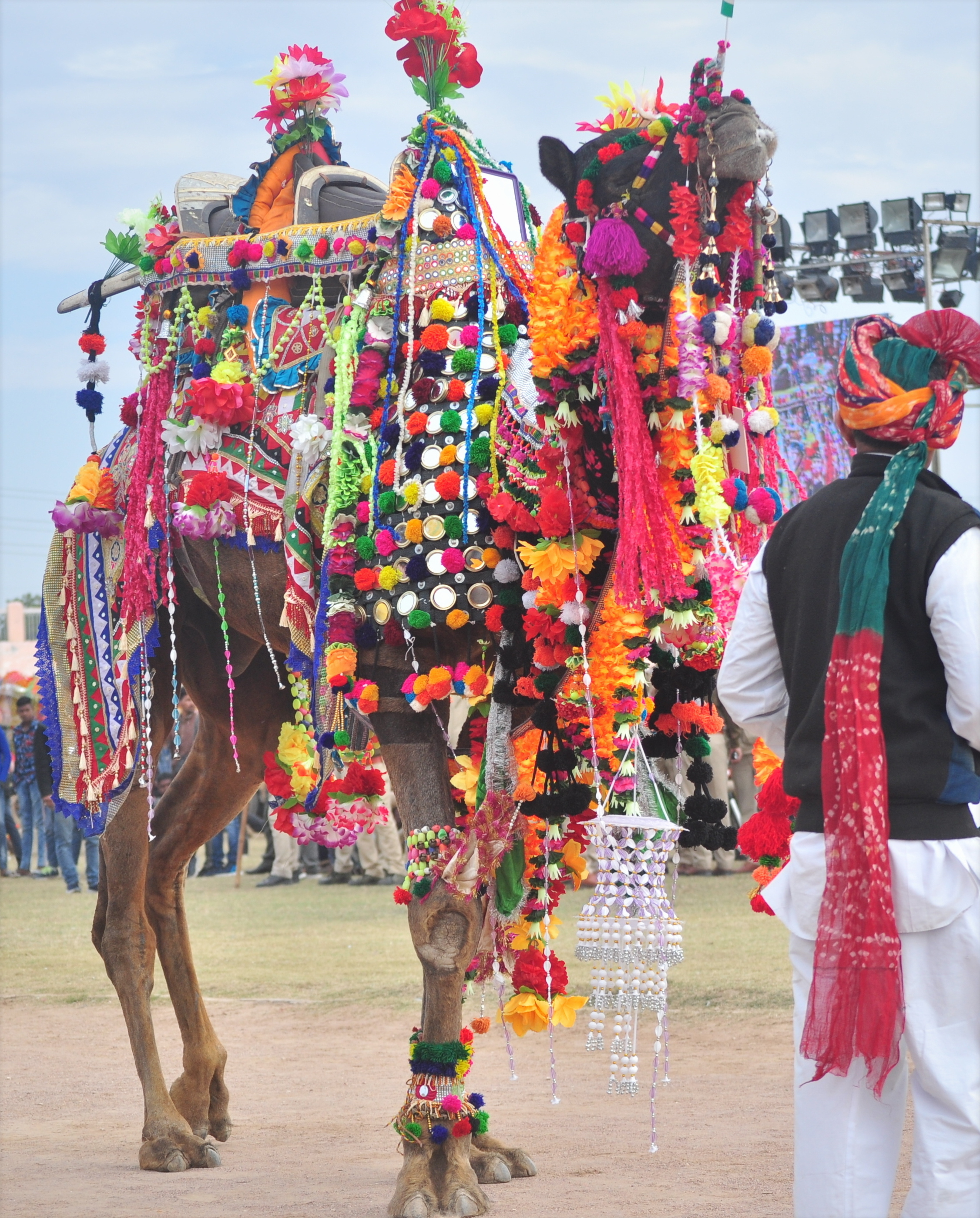
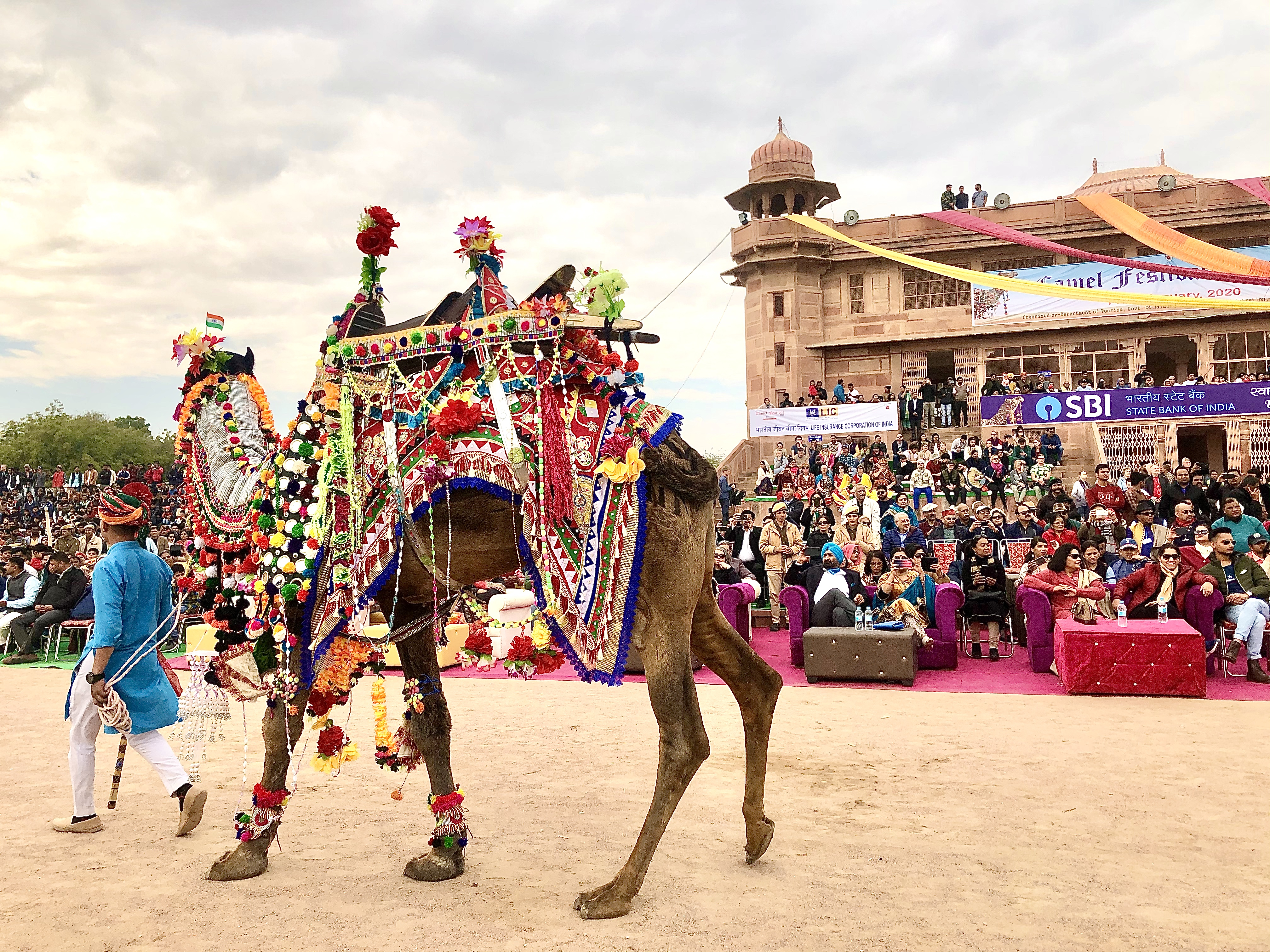
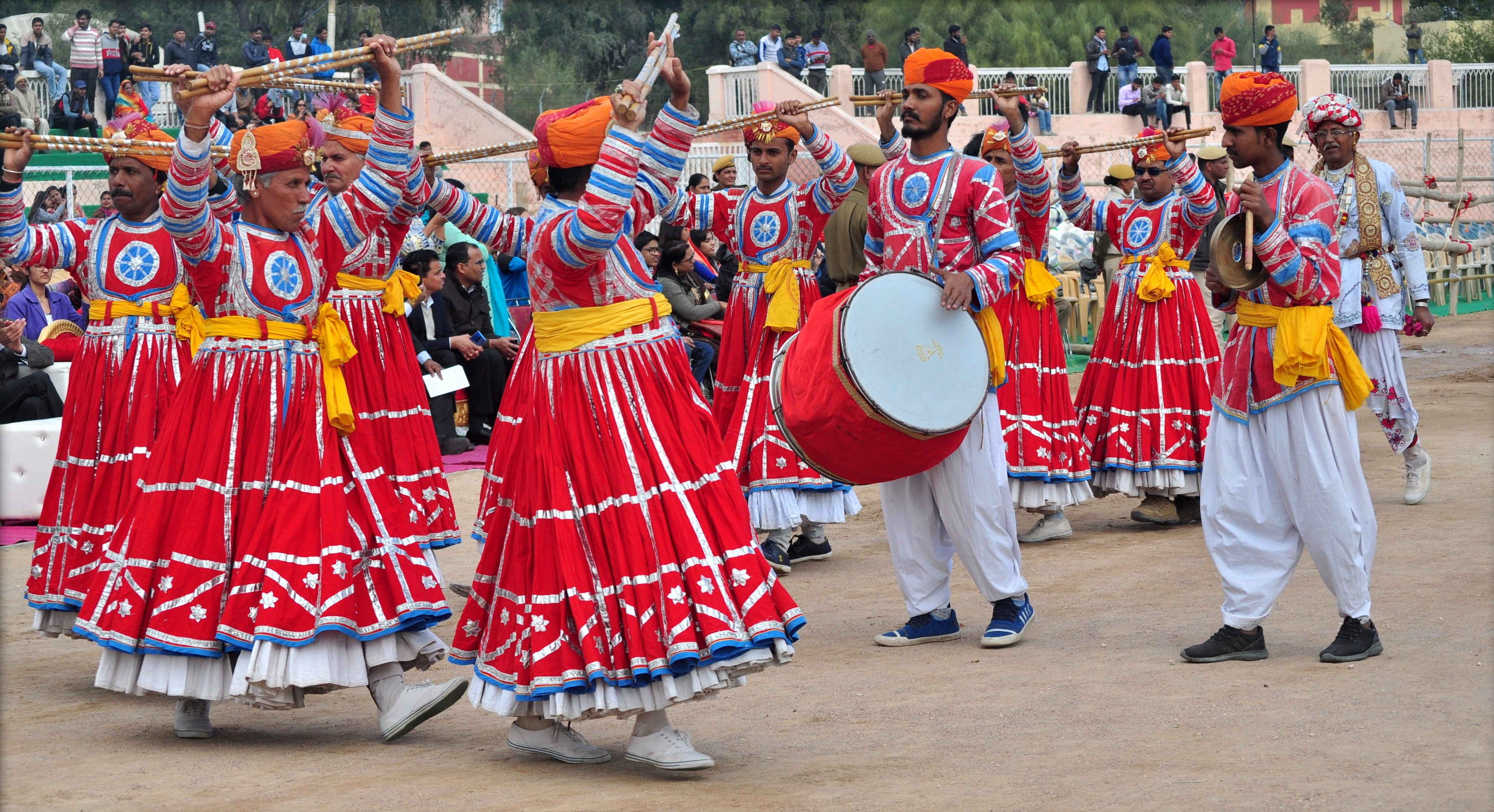